# Kaunitz (Gesamthaus)

Wappen derer von Kaunitz

Kaunitz war ein mittelalterliches Adelsgeschlecht aus Böhmen und Mähren, das schon im ausgehenden 12. Jahrhundert in mehrere Zweige zerfallen war. Diese Zweige erhielten zwar eigene Namen, zeichneten sich aber neben ihrer Stammes- zumindest ursprünglich auch durch eine Wappengleichheit aus und bestanden teils bis in die Neuzeit. Der Name des Geschlechts leitet sich ab vom Namen der Stadt Dolní Kounice (dt.: Kanitz) bei Brünn. Die böhmischen und mährischen Zweige sind allesamt im Mannesstamm erloschen; einziger auch noch im 21. Jahrhundert blühender Zweig ist das schlesische Uradelsgeschlecht Stosch.

## Allgemeines
Bei den Zweigen handelt es sich im Einzelnen um das eigentliche Adelsgeschlecht Kaunitz, das schlesische Uradelsgeschlecht Stosch sowie die böhmischen Herrengeschlechter Martinic, Talmberg, Augezdecz, Černčický von Kácov, Richnowsky von Reichenau und Choustnik. Bis auf letztgenannten Zweig führten sie einander sehr ähnliche Wappen, die auf das sogenannte Seerosenwappen zurückgingen, in der Literatur teils auch als Lekenwappen (tschech. Leknín ‚Seerose‘) bezeichnet. Es handelt sich um heraldische Wasserlilien. Die Gemeinsamkeit jener Wappen waren auf rotem Schild die zwei silbernen Seerosenpflanzen mit herzförmigem Blatt, die oben aufeinander zugebogen waren und unten entweder über Kreuz lagen oder gemeinsam wurzelten.
Trotz ihrer jahrhundertelang voneinander abweichenden Namen, die sich von den verschiedenen in Besitz gebrachten Gütern ableitete, war die Verwandtschaft der Geschlechter bekannt. In der böhmischen Herrenstandsordnung von 1501 wurden die sechs Geschlechter Kaunitz, Martinic, Talmberg, Augezdez, Černčický von Kácov und Richnow von Reichenau gemeinsam an Position 28 der 30 ältesten Familien des böhmischen Herrenstands geführt (Die von Stosch waren auch damals nicht in Böhmen ansässig; die Choustnik waren bereits erloschen.).
Ein gemeinsamer Vorfahre lässt sich dem Historiker František Palacký zufolge nicht finden. Als früher Vertreter wird Sezima gesehen, der 1165 als Oberstkämmerer genannt wird. Der Legende nach entstammen die Angehörigen des Gesamthauses Kaunitz den Vršovci, die allerdings 1108 großteils ausgelöscht worden waren. Palacký leitete den Namen des Gesamthauses von dem des Adelsgeschlechts Kaunitz her, weil dies zu Palackýs Lebzeiten der einzige noch im Mannesstamm blühende böhmisch-mährische Zweig des Gesamthauses war und weil unter anderem mit dem 1181 erwähnten Otto Stosch von Kaunitz sowie dem 1183 in der Ersterwähnungsurkunde von Dolní Kounice genannten Wilhelm von Kaunitz, einem Enkel des Sezima, auch frühe Ahnherrn und Vertreter des Gesamthauses diesen Namen führten. Offenbar nahm ein Teil der gemeinsamen Nachfahren des Otto Stosch von Kaunitz mit der Gutta von Dürnholz auch deren Namen Dürnholz an.
Im Mannesstamm erloschen bereits 1410 die Choustnik, Anfang des 17. Jahrhunderts die Černčický von Kácov, 1690 die Richnowsky von Reichenau, 1735 die von Talmberg, 1789 die von Martinic und 1919 die von Kaunitz. Seither sind die von Stosch der einzige blühende Zweig des einstigen Gesamthauses Kaunitz, auch wenn aufgrund von Namens- und Wappenvereinigungen nach weiblicher Erbfolge die Namen Martinic und Kaunitz in Form von Clam-Martinic und Wrbna-Kaunitz weiter bestehen bzw. bestanden.

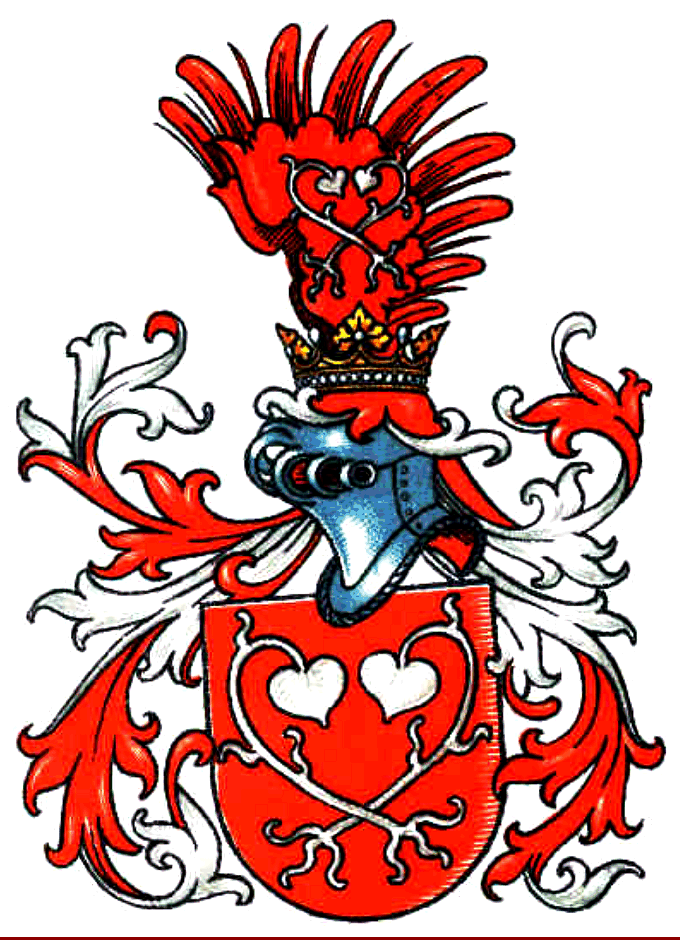
Wappen derer von Stosch
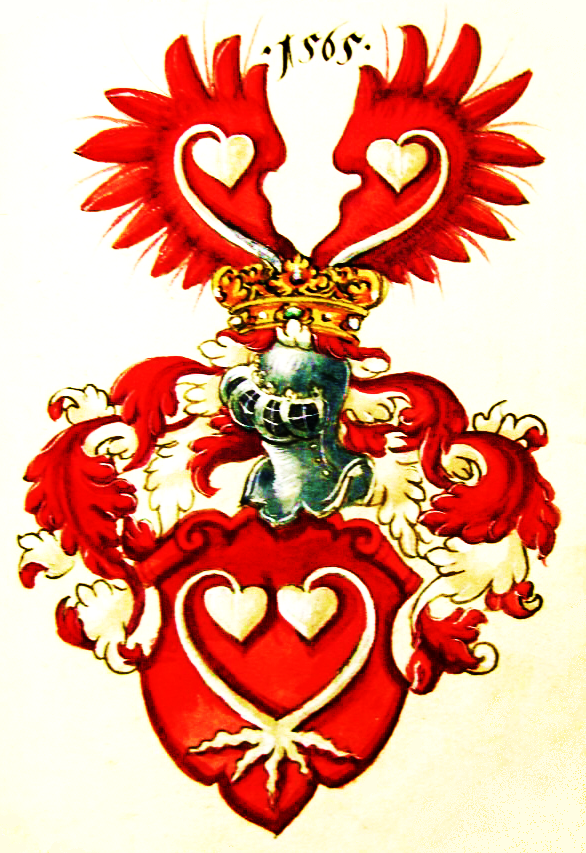
Wappen derer von Martinic

## Abstammende Geschlechter

### Kaunitz
Ein Träger dieses Namens wurde 1183 mit Wilhelm von Kaunitz (auch: Wilhelm von Pollau, Pulin von Dürnholz) bei der Gründung von Kloster Rosa Coeli im mährischen Dolní Kounice erwähnt, wirklich sichere Stammreihen des Adelsgeschlechts Kaunitz (tschech.: Kounicové, páni z Kounic) gibt es erst seit dem 15. Jahrhundert. Anfang des 17. Jahrhunderts teilte sich das Geschlecht in eine böhmische und eine mährische Linie. Letztere stieg durch die Hochzeit von Maria Ernestine Francisca von Rietberg, der letzten Gräfin von Rietberg aus dem Hause Cirksena, mit Maximilian Ulrich von Kaunitz im Jahr 1699 in den Hochadel auf; aus der dabei vorgenommenen Namens- und Wappenvereinigung resultierte der nunmehrige Geschlechtername Kaunitz-Rietberg. Deren gemeinsamer Sohn Wenzel Anton von Kaunitz-Rietberg erhielt 1764 für sich und seine Nachkommen den Reichsfürstentitel. Sein dritter Sohn war als Neffe der Frau von Johann Adam von Questenberg dessen Erbe und nannte sich infolge einer Namens- und Wappenvereinigung bereits ab 1761 Dominik Andreas von Kaunitz-Rietberg-Questenberg. Als dessen Sohn Aloys als letzter Graf von Rietberg 1848 starb, erlosch zunächst die mährische (fürstliche) Linie im Mannesstamm. Über Aloys’ älteste Schwester, die Rudolf Johann Wenzel von Wrbna und Freudenthal geheiratet hatte, waren Erbansprüche an das Adelsgeschlecht Würben gefallen. Nach langwierigen Erbstreitigkeiten erlangte Rudolf Johann Wenzels Enkel Rudolf Christian Graf Wrbna und Freudenthal († 1927) 1897 zunächst das Fideikommiss der von Kaunitz und im Jahr darauf für sich und seine Nachkommen die Namens- und Wappenvereinigung als Wrbna-Kaunitz-Rietberg-Questenberg und Freudenthal. Nur noch in diesem Geschlecht lebte (bis zum Tod von Alfons und Josefine Wrbna-Kaunitz Ende 1973) zumindest der Name Kaunitz fort, nachdem auch die böhmische Linie und damit das gesamte Adelsgeschlecht Kaunitz mit dem Tod des Grafen Eugen, eines Bruders von Wenzel Robert von Kaunitz, im Jahr 1919 im Mannesstamm erloschen war.

### Stosch
Ahnherr des Adelsgeschlechts Stosch (tschech.: Stošové) soll der 1181 als Kronfeldherr der vereinigten Polen und Schlesier erscheinende Otto Graf Stosch von Kaunitz gewesen sein. Das Genealogische Handbuch des Adels beginnt die ununterbrochene Stammreihe der Familie mit Leonardus, der 1250 erstmals urkundlich erwähnt wird. Schon im 13. Jahrhundert bestanden drei Linien, eine in Ober- und zwei in Niederschlesien. Sie teilten sich in verschiedene Nebenlinien und Häuser auf. Aus dem Haus Kleinwirsewitz erhielten Caspar von Stosch 1701 den böhmischen Freiherrenstand und die Vettern Caspar Anton Bernhard sowie Rudolf von Stosch 1840 den preußischen Freiherrenstand. Aus dem Haus Hartau wurde unterdessen Hans Gottlieb von Stosch 1798 in den preußischen Grafenstand erhoben. Nachdem Albrecht Graf von Stosch den Freiherrn Joachim von Tettau adoptiert hatte, durfte dieser ab 1936 offiziell den Namen Graf von Stosch Freiherr von Tettau (Stosch von Tettau) führen. Familienmitglieder der von Stosch aus der jüngeren Vergangenheit bzw. Gegenwart sind die Opernsängerin Anny von Stosch und die Fernsehjournalistin Simone von Stosch.

### Martinic
Das Adelsgeschlecht Martinic (auch: Borsita von Martinitz, tschech.: Martinicové, páni Bořitové z Martinic) erhielt seinen Namen nach der Burg Martinice im südlichen Mittelböhmen. Ein bekannter Abkömmling ist Jaroslav Borsita von Martinic (1582–1649), eines der Opfer beim Prager Fenstersturz von 1618, der den Beginn des Dreißigjährigen Krieges markierte. Jaroslav Borsita von Martinic erreichte 1621 für sich und sein Geschlecht die Erhebung in den Reichsgrafenstand. Das Geschlecht erlosch im Mannesstamm mit dem Tod des Grafen Franz Karl von Martinitz (1733–1789). Dessen Tochter Maria Anna Gräfin Borita von Martinitz (* 1768) war Fideikommisserbin sowie der letzte Spross des alten Geschlechts und vermählte sich 1791 mit Carl Joseph Graf von Clam (1760–1826). Dabei kam es zur Namens- und Wappenvereinigung unter dem Namen Clam-Martinic, worin zumindest der Name Martinic noch im 21. Jahrhundert fortlebt.

### Talmberg
Das Adelsgeschlecht Talmberg (auch: Thalenberg, tschech.: Talmberkové, páni z Talmberka) ist benannt nach der Burg Talmberk in Mittelböhmen. Als Stammvater des Adelsgeschlechts gilt Hroznata von Husic/Aucicz (tschech.: Hroznata z Užic, nach dem ostböhmischen Ort Auschitz, heute Úžice u Kutné Hory), der Ende des 13. Jahrhunderts als Burggraf von Prag genannt wird und einen Sohn namens Ernst von Talmberg hatte. Die gesicherte Stammreihe beginnt ein Jahrhundert später mit Diwiš Jankowsky von Talmberg. Das Geschlecht stellte unter anderem Burggrafen und Bischöfe, darunter Johann Franz Christoph von Talmberg. Es teilte sich in mehrere Linien auf, von denen eine von 1418 bis 1702 den Ort Jankov besaß und auf der dortigen Feste residierte. Die letzte Linie und damit das gesamte Geschlecht erlosch 1735 im Mannesstamm.
.

### Augezdecz
Benannt war das Adelsgeschlecht Augezdecz (tschech.: páni z Újezdce) nach der nicht erhaltenen Burg Ugezdez im Ortsteil Ujezd des südböhmischen Albrechtice nad Vltavou, seit dem frühen 14. Jahrhundert bis 1491 in Familienbesitz. Wie bei den Talmberg, gilt auch für die Augezdecz der Prager Burggraf Hroznata von Husic als Stammvater, dessen Sohn Zawiš besagte südböhmische Burg erhielt. Er war Böhmens Oberstkämmerer von 1327 bis 1333. Zu Lebzeiten des Chronisten Melchior Friedrich von Stosch im frühen 18. Jahrhundert gab es noch mehrere Vertreter des Adelsgeschlechts Augezdetz.

### Černčický von Kácov
Der Name dieses Geschlechts (auch: Czernczitzky/Czerncziczky von Kacowa/Katzowa, tschech.: Černčičtí z Kácova) leitet sich ab von den ostböhmischen Orten Černčice, Okres Náchod, und Kácov, Okres Kutná Hora. Der erste bekannte Namensträger war Ješek von Černčice, Herr von Kácov, der in einer Urkunde von 1365 genannt wurde. Johann Černčický von Kácov gründete 1501 die Stadt Nové Město nad Metují. Das Geschlecht hatte im 16. Jahrhundert verschiedene Besitzungen in Ostböhmen und Mähren und erlosch vermutlich Anfang des 17. Jahrhunderts mit dem Tod Bernhard Černčickýs von Kácov im Mannesstamm.

### Richnowsky von Reichenau
Das Adelsgeschlecht Richnowsky von Reichenau (tschech.: Rychnovští z Rychnova, páni z Rychnova) leitete seinen Namen von der ostböhmischen Stadt Rychnov nad Kněžnou (deutsch: Reichenau) ab. In einem Dokument des späteren böhmischen Königs Přemysl Otakar II. findet sich 1258 ein „Hermanus de Richenawe“, wobei es sich aber wohl um Hermann von Dürnholz handelte. Im 14. und frühen 15. Jahrhundert wurden dann mehrfach Mitglieder des Geschlechts Richnowsky von Reichenau genannt, wobei das Geschlecht in den Hussitenkriegen an Reichtum und Ansehen verlor. Die Stadt Reichenau blieb bis zum Verkauf an Wilhelm II. von Pernstein 1497 in Familienbesitz. Ab 1547 wurden Angehörige des Geschlechts als Besitzer von Gut Ketzelsdorf (Kocléřov, Gemeinde Vítězná) genannt, 1654 gehörte es Jaroslaus Albrecht Hynek Rychnowsky von Reichenau. Das Geschlecht ist 1690 mit dem Tod von Friedrich Jaroslaus Richnowsky von Reichenau, der neben seinem Bruder Albrecht Ignaz letzter bekannter Vertreter des Geschlechts war, im Mannesstamm erloschen.

### Choustnik
Der Historiker František Palacký bezeichnete auch die Herren von Choustnik (tschech.: páni z Choustníka) als Zweig des Gesamthauses Kaunitz, der allerdings als einziger der hier genannten Zweige seine Zugehörigkeit zum Gesamthaus durch Annahme eines neuen Wappens verleugnet habe. Tatsächlich führt unter den Kaunitz-Zweigen lediglich das Geschlecht Choustnik ein anderes Wappen: eine goldene Leiter auf blauem Grund. König Vladislav II. soll dieses Wappen erteilt haben, nachdem ein Choustnik-Urahn bei der Erstürmung Mailands 1158 zuerst die Stadtmauer erklommen hatte. Benannt war das bereits 1410 im Mannesstamm erloschene Geschlecht nach der Burg Choustník in Südböhmen.